# John Heywood

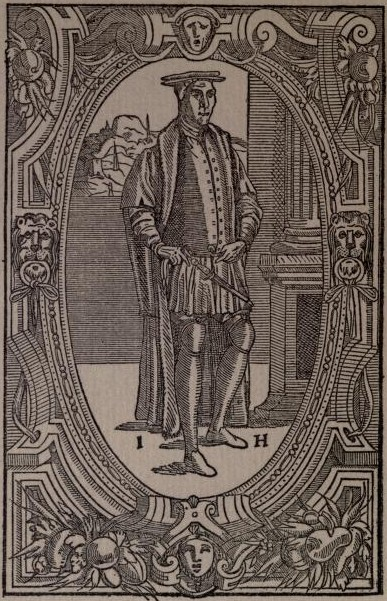
Portret Johna Heywooda

John Heywood (ur. ok. 1497, zm. po 1575) – angielski dramaturg i poeta. 
Najbardziej znanym utworem dramatycznym Johna Heywooda jest farsa The Four P's (Czterej panowie na P). Jego bohaterowie: Palmer (Pielgrzym), Pardoner (Handlarz odpustami), Potycary (Aptekarz) i Pedler (Domokrążca) współzawodniczą w konkursie na największe kłamstwo. Inną sztuką jest Wytty and Wytless (Rozumny i bezrozumny). Poeta pozostawił po sobie również wiele epigramatów.
Fraszki Heywooda są dostępne w internetowej antologii poezji angielskiej.